# الميثاق الأخلاقي للأخصائي النفسي ومعايير الممارسة المهنية
أخلاقيات الممارسة المهنية أخلاقيات في مجال علم النفس بشكل عام وفي حقل علم نفس سريري، علم نفس ارشادي و الصحة النفسية بشكل خاص هي تطبيقات سلوكية وعملية أثناء المُمارسة لمفاهيم فلسفية الأخلاقية الناجمة عن التقدم في مجال الممارسة المهنية في (علم النفس)، والطب.ولتخضب تلك الممارسة الدينامية بعلوم الفلسفة والطب، أخلاقيات الطب، والقانون، والثقافة.
ويتركز علم نفس سريري، علم نفس ارشادي و الصحة النفسية على الفرد كعنصر محوري أو الجماعة ذاتها بهدف إحداث التغيير في كيفية الإدراك وفي التفكير وفي الانفعالات الناتجة والاتجاهات نحو المشكلة ونحو الموضوعات الأخرى التي ترتبط بها.
وقد نشأت الحاجة لترسيخ مفاهيم أخلاقيات مُمارسة علم النفس مع تنامي الممارسات المهنية والسلوكيات الخاطئة.و قد صارت الممارسة المهنية وفق المعايير الاخلاقية تربط على الدوام بجودة الرعاية الصحية.
ورغم تأسيس الميثاق الأخلاقي للممارسة المهنية في علم النفس في العديد من الدول المتقدمة وضمن منظماتها العلمية مثل جمعية علم النفس الأمريكية . فقد زاد في السنوات الاخيرة الحديث عن أخلاقيات علم النفس في الغرب مع كثرة المعلومات المتعلقة بقضايا إستجواب بعض المتهمين في سجون الغرب.
.

## تاريخ ما قبل أخلاقيات علم النفس
كثير من التجارب التي يزخر بها تاريخ علم النفس والتي يتردد صيتها قد لا يمكن اليوم إعادتها أو محاولة تنفيذها مرة أخرى بسبب تغير المعايير والمبادئ الاخلاقية للممارسة المهنية لعلم النفس.
اختبار سجن ستانفورد
قام عالم النفس الشهير فيليب زيمباردو وفريقه البحثي بهذه التجربة (1971) لفحص سلوك الاشخاص عند وضعهم في أدوار تجسد حالة السجن الحقيقية وقام بتوزيع 24 إلى 26 طالب ممن ينعمون بدرجة جيدة من الصحة النفسية على أدوار داخل السجن، بين أدوار سجناء وسجانين. كان زيمباردو يحاول دراسة السلوك الإنساني بشكل تجريبي عندما يتم وضع أعضاء التجربة في مواقف ظرفية خاصة.
تم تنفيذ هذه التجربة النفسية حينها في قبوا مخصص لمختبرات علم النفس جامعة ستانفورد. وقد أعيد تصميم هذا المكان ليحاكي هيئة السجن الحقيقية. وكان مخطط لهذه التجربة أن تستمر لمدة أسبوعين على الاقل ولكنها لم تدم سوى 5 أيام بسبب النتائج الكارثية التي آلت إليها التجربة. حيث تجسد الطلاب ممن هم في دور حراس السجن دور الحرس المتشدد. بل تحولت سلوكياتهم فجأة لتكون سلوكيات قمعية عدوانية بطشت بقوة وبعنف أولئك الطلاب الذين يجسدون دور السجناء. في المقابل تشكلت لدى السجناء سلوكيات خنوع وقلق وتشكلت هوية مكتئبة وظهرت العديد من السلوكيات السلبية. لقد تحقق شكل ما من الانفصال عن الواقع بين أبطال هذه التجربة وواقعهم الحقيقي وتجسد لديهم نوع من أنواع الضلالات الواقعية وقادهم إلى سلوكيات وحشية وعدوانية!
التجربة (فيلم)
في أغسطس 2010 تم عرض فيلم التجربة ليحاكي اختبار سجن ستانفورد والذي تم إجرائه تحت إشراف عالم النفس الشهير فيليب زيمباردو شاهد الجمهور صورة تحاكي الفترة التي كان يمكن أن يطبق الكثير من التجارب دون العودة لميثاق أخلاقي أو مهني. كان الفيلم من بطولة The Experiment الحائزين على جائزة الأوسكار فورست ويتكر وأدريان برودي.
تجارب تعبيرات الوجه (1924)
طوَّر كارني لانديس -المُتخرِّج في قسم علم النفس من جامعة مينيسوتا- عام 1924 تجربةً لتحديد ما إذا كانت المشاعر المُختلفة تصنع تعبيرات وجه خاصة بكلٍّ من تلك المشاعر، كان الغرض منها معرفة إذا ما كان لدى جميع البشر تعبيرٌ مُشترَكٌ عند الشعور بالقرف والصدمة والبهجة وهكذا. تعرَّض المُشارِكون في التجربة لمجموعة متنوعة من المُحفِّزات المُصمَّمة لإثارة رد فعل قوي، وكان لانديس يُصوِّر رد فعل كل شخص. شمَّ المشاركون في التجربة نشادر، وشاهدوا أفلامًا جنسية، ووضعوا أياديهم في دلاء بها ضفادع. وفي النهاية عُرِض على المُشارِكين فأرٌ حيٌّ، وصدرت إليهم تعليمات بقطع رأسه، وعلى الرغم من أنَّ كل المُشارِكين استوحشوا الفكرة إلَّا أنَّ ثُلثهم قد نفَّذوها. وما جعل الموقف أسوأ هو أنَّ معظم المُشاركين لم يعرفوا كيفية تنفيذ هذه العملية بطريقةٍ رحيمة وأُجبِرت الحيوانات على الشعور بمعاناة هائلة. وقام لانديس بالتقاط السكِّين وقطع رأس الحيوانات التي رفض ثُلث المُشاركِين قطع رؤوسها. لم تُثبِت الدراسة أنَّ للبشر مجموعة مُشترَكة من تعبيرات الوجه الفريدة.
 تجربة ديفيد رايمر (1965)
ديفيد رايمر طفل كندي ولد عام 1965 وبعد ثمانية أشهر من ولادته عمل عملية ختان بسيطة ولكنه وفي اثناء العملية احترق قضيبه وذلك بسبب استخدام الاطباء إبرة الكي الكهربائية بدلا من مشرط الجراحة العادي. هنا قرر والداه زيارة عالم النفس جون ماني الذي اقترح على الفور عملية تغير جنس من ذكر إلى أنثى. وكانت نوايا الطبيب الحقيقية هنا هي إجراء تجربة وإثبات أن الهوية الجنسية تتحدد بالتنشئة وليس بالطبيعة وقرر استخدام ديفيد ليكون دراسة حالة خاصة من أجل منفعته الأنانية. وتمت فعلا عملية تحويل الجنس وتحول ديفيد إلى بريندا. واعتبر الدكتور ماني التجربة ناجحة ولم يتطرق ابداللاثار السلبية لجرحة بريندا التي كانت تتصرف على نحو ذكوري وكانت لدية مشاعر مضطربة واحدث ذلك هزة مدمرة في الأسرة فكانت لدى والدتها ميولا انتحارية وكان والدها مدمنا للكحول وأصيب أخوها باكتئاب حاد. وعندما بلغت بريندا الرابعة عشر قرر والداها إخبارها بنوعها الحقيقي هنا قررت أن تصبح ديفيد ثانبة وتوقفت عن تناول الإسروجين وأعادت تركيب قضيب واخيرا انتحر ديفيد في الثامنة والثلاثين من عمرة
```
دراسة الوحش (1939)
```

كانت دراسة الوحش تجربةً عن التلعثم أُجرِيت على 22 طفلًا يتيمًا في ولاية آيوا الأمريكية عام 1939 على يد ويندل جونسون من جامعة آيوا وماري تودور؛ وهي إحدى طالباته. قُسِّم الأطفال إلى مجموعة ضابطة ومجموعة تجريبية، ومدحَت طلاقة حديث نصف الأطفال بينما قلَّلَت من النصف الآخر عند كل خطأ في النطق وأخبرتهم أنَّهم مُتلعثمون. عانى الكثير من الأطفال الذين تلقُّوا تعليقات سلبية في التجربة من آثار نفسية سلبية وظلَّ لدى بعضهم مشاكل في الحديث على مدار حياتهم. اعتذرَت جامعة آيوا علنًا على دراسة الوحش في عام 2001.
العلاج الإيجابي/السلبي
هذه الدراسة أجريت في عام 1939 على 22 طفلاً يتيماً و 10 أطفال معهم التعتعة (التلعثم بالكلام). تم فصل الأطفال إلى مجموعتين مجموعة يوجد فيها معالج كلام، والذي أجرى علاج ايجابي من خلال مدح تقدم الأطفال والإشادة بهم عند التحدث بشكل صحيح، والمجموعة الثانية يوجد فيها معالج كلام كان يوبخ الأطفال على أي خطأ. أظهرت النتائج أن الأطفال الذين تلقوا ردود فعل سلبية تأثرت صحتهم النفسية بشكل كبير. ليس هذا فقط، بل تم الكشف لاحقاً أن بعض الأطفال لم يتأثروا أو يتقدموا أي خطوة من معالجة مشاكل النطق بعد التجربة، وتم تعويضهم في عام 2007، ومنح ستة منهم مبلغ حوالي مليون دولار بسبب الضرر العاطفي الذي أصابهم خلال الدراسة التي كانت مدتها ستة أشهر.
طوني لامادريد
في هذه التجربة طلب من بعض مرضى الفصام الذين كانوا يخضعون للعلاج أن يلتحقوا للدراسة في جامعة كاليفورنيا، حيث طلب منهم التوقف عن تناول أدويتهم. كان الهدف من الدراسة اعطاء بعض المعلومات التي من شأنها أن تسمح للأطباء معالجة الفصام بشكل أفضل. بدأ العمل على الدراسة في عام 1983، لكن الأمور لم تسر حسب الخطة، وأفسدت الدراسة حياة العديد من الأشخاص حيث أن 90 بالمئة منهم أصابه نوبات من المرض العقلي. أحد المشاركين كان يدعى Tony LaMadrid قفز من السطح لينهي حياته بعد ست سنوات من التحاقه من هذه الدراسة. تم انهاء التجربة التي حملت اسمه في اليوم التالي

## واقع أخلاقيات الممارسة المهنية لعلم النفس في الوطن العربي

### المركز الوطني لتعزيز الصحة النفسية
حددت مهمات المركز الوطني لتعزيز الصحة النفسية برسم السياسات الوطنية في المملكة العربية السعودية في مجال رعاية المرضى النفسيين والممارسة المهنية وتحديد الأولويات اللازمة في هذا الشأن، ووضع القواعد النظامية والتنظيمية لكل ما يخص المريض النفسي والاحتصاصي النفسي ومراجعة الأنظمة والتعليمات المطبقة في مجال رعاية المرضى النفسيين والممارسات المهنية واعتمادها واقتراح التعديلات اللازمة في شأنها واقتراح ما يلزم من أنظمة ولوائح جديدة لرفع مستوى الممارسة والخدمة المهنية لعلم النفس وفقا للإجراءات النظامية.

### رابطة الأخصائيين النفسيين المصرية
رانم هو اختصار رابطة الاخصائيين النفسيين المصرية. أصدرت رانم الميثاق الاخلاقي للمشتغلين بعلم النفس الأول في مصر والعالم العربي عام 1995. ثم قدمت تعديلاتها والنسخة الثانية من الميثاق عام 2007. وقد صار هذا الميثاق مرجعا لكثير من الممارسين العرب في الوقت الذي لم يوجد إصدار عربي رسمي لميثاق مماثل.

### مشروع برنامج الدكتوراة_قسم علم النفس_جامعة الملك خالد
في مسعى لتوطين وتفعيل لميثاق أخلاقي للممارسة المهنية في علم النفس يحتذي بمثيله في الدول الغربية كميثاق أخلاقيات الممارسة المهنية للجمعية الأمريكية لعلم النفس APA Ethics Code وفي الدول العربية مثل رابطة الاخصائيين النفسيين المصرية خلال عام 2016 تبنى فريق من طلاب الدكتوراة بقسم علم النفس،جامعة الملك خالد بأبها مشروع يهدف ألى توثيق كل تلك الابحاث العلمية والمقالات والمحاضرات التي هدفت إلى تكوين ميثاق أخلاقي ومهني للممارسة النفسية في المملكة العربية السعودية، ثم العمل على نشرها والتصدي لمساقات تطبيقة وإجرائية تفعل هذا الميثاق ليتم تبنيه من قبل الجهات ذات الصلاحية، مثل المركز الوطني لتعزيز الصحة النفسية، الهيئة السعودية للتخصصات الصحية أو الجهات العلمية المتخصصة في الوطن العربي مثل رابطة الاخصائيين النفسيين المصرية

## أولا: القيم والمبادئ
يضم المباحث التالية.

### كرامة الإنسان
كل أنسان متفرد بذاته أين كان جنسه ونوعه له قيمة وكيان له حق العيش الكريم وله الحق في تحقيق ذاته ومصالحه واتخاذ قراراته بما لا يتعارض مع الحقوق الخاصة بالاخرين 
المبادئ
1- كل انسان له حق الاحترام والتقدير لذاته ولنسبه ولعمله ولثقافته واهدافه ولكل مايؤمن به من معتقدات وافكار وقيم 
2- السعي لحماية وتعزيز الهوية الذاتية للمستفيد من الخدمات مع مراعاة حقوقه الإنسانية 
3- الفرد مستقل بذاته له حق الحياه الكريمة وحق التصرف بما لا يتعارض مع احترام وحقوق الاخرين 
4- العمل بما صدر في وثيقة تشريع الامم المتحدة الخاصة بحقوق الإنسان وذلك بما تتضمن من احترام حقوق الإنسان الجوهرية 
5- لكل انسان الحق في الحصول على الخدمات وبشكل كامل وفقا لشروط وإجراءات تقديم الخدمات
ماذا تعمل منظمة الصحة النفسية العالمية لتعزيز كرامة الأشخاص المصابين بمشاكل نفسية؟
من خلال حماية الحقوق النوعية، تلتزم منظمة الصحة العالمية بضمان احترام كرامة المرضى النفسيين بكل مكان حول العالم.
وتعزز منظمة الصحة العالمية الحقوق النوعية بالدفاع عن إدراجهم في السياسة والمجتمع: وذلك بالتعاون مع الحكومات، والمهنيين الصحيين، والمرضى النفسيين وعائلاتهم، لضمان أن وجهات نظر هؤلاء المرضى مسموعة ومعمول بها على مستوى السياسة والخدمة والمجتمع.
تعزيز المرحلة التأهيلية للرعاية الصحية النفسية: وهذا لا يأتي بمجرد معالجتهم والتحكم بأعراضهم، بل عبربناء قدرات المعالجين النفسيين لكي يدعموا المرضى بتحقيق آمالهم، وأحلامهم، والعمل، والاستمتاع مع العائلة والأصدقاء، وأن يعيشوا حياة كريمة لا يشوبها النقص في مجتمعهم.
دعم تدريبات حقوق الإنسان وبناء قدراتهم: طورت الحقوق النوعية برامج تدريبية لبناء قدرات العوائل ومن يمتهن الرعاية الصحية، لفهم وتعزيز حقوق المرضى النفسيين، وتغيير السلوكيات والممارسات التي توجه لهم.
وكذلك تشجيع وتقوية دعم الأقران ومنظمات المجتمع المدنية: تساعد الحقوق النوعية المرضى النفسيين وعائلاتهم بدعم مشترك لتقوية روابطهم وتمكينهم من الدفاع عن حقوقهم وكرامتهم كمرضى يعانون من مشاكل صحية.

### العدالة الاجتماعية
حق مشروع لكل فرد بما يضمن تقليل التحيز بين أفراد المجتمع بالتوزيع العادل وتكافؤ الفرص وحق المشاركة واتخاذ القرار مما يسهم في تحقيق الاستقرار والصحة النفسية للفرد والمجتمع. فالصحة النفسية ليست مجرد انعدام الاضطرابات النفسية ولكنها أيضا تتأثر بالعوامل الاجتماعية والاقتصادية فهناك علاقة قوية بين تدني مستوى الصحة النفسية وبين انعدام العدالة الاجتماعية والتميز القائم على نوع الجنس والاستعباد الاجتماعي وانماط الحياة غير الصحية وانتهاكات حقوق الإنسان. فالمجتمع الذي يحترم العدالة الاجتماعية ويحمي أدنى الحقوق المدنية والسياسية والاقتصادية والثقافية هو أيضا من العوامل الأساسية لتعزيز صحة الفرد والمجتمع النفسية
المبادئ 
1-	تعزيز حق الجميع في الصحة النفسية عن طريق الدعوة لتحقيق العدالة الاجتماعية والتنمية الإيجابية، من خلال تعميم مراعاة الصحة النفسية في برامج المنظمات المحلية والإقليمية
2-	العمل على تعزيز العدالة الاجتماعية وتقليل التحيز والسعي الي تكافؤ الفرص بين افراد المجتمع الواحد 
3-	العدالة في توزيع كل ما يحتاجه المجتمع من اجل تعزيز المساواة 
4-	حق المشاركة متاح للجميع في أي نشاط اقتصادي أو سياسي أو مجتمعي بما يعزز حقوق الإنسان والتي تضمن المشاركة والعدالة للجميع 
5-	العمل ضد أي تفرقة عنصرية أو عرقية أو دينية
6-	العمل ضد أي شكل من اشكال الظلم والاهتمام بالمضطهدين وذوي الحاجات الخاصة 
7-	حماية ومناصرة حقوق الإنسان مع التأكيد على تمشي الحقوق السياسية والمدنية مع الحقوق الاقتصادية والاجتماعية والثقافية

### خدمة الإنسانية
خدمة الإنسانية.
القيمة الأخلاقية: خدمة الإنسانية من أجل العيش الكريم، وتحقيق العدالة الاجتماعية كهدف أساس للخدمة الاجتماعية التي تسعى إلى
-        إشباع الحاجات الإنسانية.
-        تنمية القوى الكامنة لدى الإنسان.
-        المساهمة في خلق مجتمع سليم وصحي.
المبادئ:
-        تقييم الممارسة ومحاسبة الذات، وفقاً للدستور الأخلاقي الوطني، ووفقاً للدساتير الأخلاقية العالمية
-        تقويم الخدمات للناس والمحتاجين قبل الاعتبارات الشخصية الأخرى.
-        تسخير القوى الشخصية والمؤسسية والبيئية لتقديم الخدمات للناس، وإعانة المحتاجين.
-        استخدام العلوم والمعارف والمهارات أثناء تقديم الخدمات.
-   تقديم المعلومات الكافية للمستفيدين من الخدمات، وإعطائهم حريات الاختيار، مع التأكيد على أحقيتهم في نقد الخدمات.
-        التأكد من أن تقديم الخدمات يتناسب مع الثقافات والعرقيات المختلفة في المجتمع
-   مساعدة الناس على المواجهة والتعامل مع المشكلات الاجتماعية، والحصول على الموارد والخدمات الأساسية.
-        التأكد من مساهمة المستفيدين من الخدمات في العمل «المشاركة» وفي تقييم الخدمات.
وللتطوير على الجنب الفردي للاخصائي التفسي أو الجماعي أو في جودة الخدمة المقدمة في العمل النفسي ومن مبدا الإنسانية أشار اتحاد علم النفس الأمريكي في (ملحم،2001) م إلى مجموعة من الصفات التي يجب أن يتميز بها المتخصصين في العلاج النفسي وهي أربعة جوانب أساسية ورئيسة وهي: - 1 الجانب الأول هو الجانب العقلي: والذي يعتبر المعالج النفسي مميـزاً فـي ذكائه، قادر على محاكمة الأمور الإنسانية، ومواجهة المشكلات ومتبـصراً، وتشير الدراسات العديدة في مجال العلاج النفسي أن من الـصعوبة نجـاح متوسطي الذكاء والقدرات في عملهم كمعالجين نفسيين. - 2 الجانب الثاني: اهتمامات وميول المعالج النفسي: فلابد أن يكـون المعـالج النفسي مهتماً وميال لفهم مشكلات الناس وخدمتهم والصبر في ذلك المجال. - 3 الجانب الثالث: التحصيل والثقافة والتأهيل: فنجاح المعالج في عمله لا يقـف عند حدود الشهادة التي حصل عليها في دراسته بل لابد من امـتلاك ثقافـة علمية وإنسانية واسعة تحقق له الإطلاع على كل جوانب الأمـور المتعلقـة بتخصصه كمعالج نفسي ويجب أن يكون على اتصال مستمر بمنجزات علـم النفس بشكل خاص والعلوم الإنسانية بشكل عام. - 4 أما الجانب الرابع: فيتعلق بأخلاقيات المعالج ويتجه هذا الجانب إلى الإلحاح على أن المتخصص في العلاج النفسي يحمل شعوراً عميقـاً بأنـه يراعـي مصالح الآخرين ويحترمهم وان عمله الأساسي مرتبط ارتباطاً وثيقاً بتحقيـق هذه المصلحة .
	العتيبي، فالح صنهات (2011) دور الأخصائي النفسي الإكلينيكي من وجهة نظر العاملين في المستشفيات الحكومية في مدينة الرياض

### الاستقامة
الاستقامة.
القيمة الأخلاقية: ممارسة الخدمة الاجتماعية بشكل مهني يتضمن الصدق والأمانة والنزاهة والعدالة.
المبادئ:
-	تقديم الخدمات للمستفيدين بغض النظر عن معتقداتهم أو أهدافهم الخاصة في الحياة.
-	عدم استخدام العلاقة المهنية لأجل الحصول على خدمات أو منافع مادية من العملاء.
-	عدم تعريض الممارسة المهنية لأي شبهة، أو فضيحة، أو حتى إساءة فهم للمسؤوليات التي تتحملها الخدمة الاجتماعية.
-	تجنب أي سلوك ينتهك مبادئ الخدمة الاجتماعية أو قواعدها الأخلاقية ذات العلاقة بالاستقامة.
-	الصدق والدقة فيما يتعلق بالمؤهلات والخبرات والإنجازات والأمور الأخرى ذات العلاقة بالعمل أو المرجعية الوظيفية.
-	الوضوح عند الإدلاء بالأحاديث أو التصاريح العامة، سواء بشكل منفرد أو كممثل للمهنة أو لمؤسسة أو لجمعية خاصة.
-	وضع الحدود المهنية اللازمة التي تحول دون استغلال العملاء –سواء الحاليين أو السابقين- والمبحوثين، والطلاب، والمتدربين، والباحثين، وكذلك الزملاء. ومنع وقوع أي تضارب في العلاقة –سواء العلاقة المهنية أو العملية «الوظيفية»- معهم.
-	تجنب العلاقات الجنسية بجميع مستوياتها وأشكالها مع المستفيدين، والطلاب، والمتدربين، والباحثين، وأي شخص آخر ذو ارتباط بالعلاقة المهنية التي تمنح الممارسين المهنيين سمات مهنية معينة، بجانب مكانة القوة والسلطة كممثلين للخدمة الاجتماعية.
القيمة الأخلاقية: البراعة في الممارسة المهنية مطلب أساس من مطالب الخدمة الاجتماعية المتخصصة.
المبادئ: 
-	الاستخدام الواعي لمعارف ونظريات ومهارات الخدمة الاجتماعية أثناء الممارسات المهنية.
-	تطوير الممارسة المهنية من خلال تنمية المعارف وتجريب النظريات بشكل علمي.
-	استخدام الإشراف والإرشاد الهادف إلى تطوير الممارسة وتنمية العمل المهني.
-	تحليل المشكلات الاجتماعية والحاجات الإنسانية الأساسية بشكل مستمر، والحث على ابتكار استراتيجيات وتكتيكات تحقق إشباع الحاجات وتعمل على حل المشكلات أو تحول دون وقوعها.
-	الإسهام المهني المتخصص في تحقيق وتطوير برامج وسياسات الرعاية الاجتماعية والإنسانية.
-	المساهمة مع الزملاء والطلاب في برامج التعليم والتدريب والإشراف المهني في الخدمة الاجتماعية عملياً وأكاديمياً –نظرياً من خلال التزويد بالمعارف وشرحها.
-	التأكد من تقديم الحد الأدنى المطلوب من الخدمات خلال الممارسات المهنية مع العملاء ومن خلال الإشراف على الطلاب أو الزملاء مقدمي الخدمات.
-	المساهمة والمشاركة في عمليات التقويم والبحث التي تجرى ضمن أنشطة المؤسسة أو من خارجها.
-	تعزيز الممارسة المهنية بما يتناسب مع الثقافات الأخرى في المجتمع، مع إعطاء اهتمام خاص للحساسية الثقافية خلال ممارسة الخدمة الاجتماعية.
-	تزويد المستفيدين من الخدمات بالمعارف اللازمة حول الخدمات والمعلومات، التي قد يطلع عليها متخصصين آخرين لأجل خدمتهم، بما يحقق توزيع المسؤولية وتحملها مع أولئك المتخصصين، ثم أخذ القبول أو الموافقة من المستفيدين.
-	اتخاذ العمل المناسب لتحاشي أي ضرر قد يطيل الممارسة المهنية نتيجة عامل أو عوامل أخلاقية أو سياسية أو اجتماعية أو صحية ذات علاقة بالعميل أو بالأخصائي الاجتماعي أو بالمؤسسة أو المجتمع.

### أهمية العلاقة الإنسانية
وكما يلاحظ هنا ارتباط هذه المفاهيم المهنية للممارسة بمبادئ حقوق الإنسان الفلسفية، القانونية، السياسية والاجتماعية الثقافية. ولعل أبرز ما ترتبط به مفاهيم العلاقات الإنسانية من الجانب النظري، هو ذلك الاحتياج الإنساني الموصوف بدقة في تسلسل ماسلو الهرمي للاحتياجات
المقدمة:
من بداية خلق الإنسان على وجه الأرض وهو يسعى لإقامة علاقات مع غيره من بني جنسه، ويسعى للتعرف على ما لديهم من أفكار، ويتفاعل معهم التفاعل الاجتماعي، ويحاول تفهمها، وان ينقل ما عنده من من أفكار وآراء، ويتبع جميع الوسائل والطرق لتحقيق ذلك التواصل والتفاهم، لذلك فهي تعتبر قديمة قدم البشرية، وعند محاولة المؤرخون تأصيلها فإنه لا بد أن يعودوا إلى بداية خلق الله للإنسان وتكاثر البشر على وجه الأرض.
وتهتم العلاقات الإنسانية بشكل كبير بالتفاعل الذي يتم بين الأفراد باعتبارهم بشراً لهم مشاعر وعواطف وقيم وحاجات نفسية واجتماعية. وهذه العلاقات تتم بين أفراد يتمتعون بمستوى لا بأس به من الوعي والفهم والاتزان النفسي، وهذا يكون ضمن مفهوم الصحة النفسية، وتعد العلاقات الاجتماعية مصدراً من مصادر الصحة النفسية.
مفهوم العلاقات الإنسانية:
يتكون هذا المفهوم من كلمتين، هما العلاقات، والإنسانية، فالعلاقات جمع مفردها (علاقة) بفتح العين، وتعني:: علاقة الخصومة وعلاقة الحب. (الدوسري،2005)
والإنسانية: تعني جميع الصفات التي تميز الإنسان عن غيره من الكائنات الحية، وهذا يعني أن العلاقات الإنسانية عبارة عن جملة التفاعلات بين الناس، سواء كانت إيجابية؛ ومنها: الاحترام والتسامح، أم سلبية ومنها التكبر والقسوة. (الحربي، 2007).
أهداف العلاقات الإنسانية:
يعد إشباع حاجات الفرد النفسية والاجتماعية هو الهدف الأساسي للعلاقات الإنسانية والمتمثلة في تفاعل الفرد مع بيئته، وإشباع هذه الحاجات يعد محكاً أساسياً لمدى فهم العلاقات الإنسانية الناجحة للتعامل مع الأفراد.(الزبون؛ موسى،2010م) ومن هذه الأهداف:
-	التعبير عن الذات. وذلك بأن يتم منح المريض بعض المسؤوليات وإشراكهم في القيام ببعض المهام الخاصة.
-	النجاح والتقدير، وذلك حين يتحمل الفرد المسؤولية في عمله وما ينجزه.
-	تحقق الأمن والطمأنينة لأنهما يمثلان نتيجة حتمية للاستمرارية في الإنجاز.
القيمة الأخلاقية: إدراك الأهمية المركزية للعلاقات الإنسانية في الحياة البشرية اليومية.
المبادئ:
-	إدراك وفهم العلاقات الإنسانية على أنها المحرك لتحقيق التغير الاجتماعي المنشود.
-	إشراك الناس المعنيين خلال عمليات تقديم المساعدة.
-	توظيف أهمية العلاقات الإنسانية وقوتها في تحقيق رسالة المهنة، الهادفة إلى تعزيز الحياة وتحسين مستوى المعيشة، للأفراد والأسر والجماعات والمنظمات والمجتمعات
الكفاءة :
هي توفر قيم لدى الأخصائي العيادي تشمل الرغبة في التحسين المستمر للوصول إلى معايير عمل مهنية من المعرفة والمهارات والتدريب والتعليم والخبرة بهدف الوصول لاتخاذ القرار الأخلاقي المناسب .
جمعية علم النفس البريطانية
```
الكفاءات الأساسية المطلوبة :
```

يفترض من المعالج النفسي العيادي العمل في حدود كفاءته العلمية وخبرته ومهاراته ويحول أي حالة ليست ضمن اختصاصه لمن هو أقدر .
تحسين الكفاءة :
لتحسين الكفاءة يحتاج المعالج أن يتبع الممارسة العلمية المعتمدة على الأدلة من خلال عمله .
الكفاءة والمهنية :
يجب على المعالج أن يطور وعيه من خلال دوره وعلاقته المهنية وحاجاته واتجاهاته وقيمه والتدريب وفقاً لذلك، ويجب أن يكون على علم بالحدود المهنية المسموحة له ويسعى لاستيضاح حدود جديدة من خلال التدريب .
الكفاءة والوعي الأخلاقي :
جزء من كفاءة المعالج الوعي بمستحدثات المبادئ والمعايير الأخلاقية واستشارة زملاءه المختصين الأكثر درجة علمية وخبرة .
CODE OF ETHICS AND PROFESSIONALISM IN LIGHT OF CULTURAL COMPETENCEY: 
Mohammed Alqahtan, PhD
Nadia Altamimi, Phd

## ثانيا: المسؤوليات والقواعد الاخلاقية
ويتضمن هذا الموضوع المباحث التالية:
1- مسؤوليات أخلاقية عامة.
2- مسؤوليات تجاه العملاء.
3- مسؤوليات تجاه الزملاء.
4- مسؤوليات تجاه مكان الممارسة (المسؤولية الاخلاقية المؤسسية).
5- مسؤوليات تجاه المهنة.
6- مسؤوليات تجاه المجتمع.

## ثالثا: الكفاءة الثقافية والمعايير الاخلاقية
هي القدرة على فهم الفوارق الثقافية بجودة أو ما يسمى بالكفاءة الثقافية أو كفاءة التفاعل بين الثقافات	"Cultural competence" وهو مبحث إضافي، قد يتناول هنا تلك التوصيات العلمية التي انتجتها المؤتمرات والأبحاث والتي أوصت بتكييف بعض المعايير وفق المفاهيم الثقافية المناسبة داخل البيئة العربية. 
وهناك مقومات ومتطلبات أساسية لتحقيق الكفاءة المهنية ضمن أخلاقيات الممارسة النفسية بين الثقافات في تأكيد على أهمية تفهم سلوكيات ونمط تفكير الثقافات الأخرى وطرق التعبير النفسية السلوكية والمعرفية وما يتكون عنها من هوية شخصية بنكهتها الثقافية.
من أبرز مقومات الكفاءة الثقافية للممارسة المهنية في علم النفس:
- المعرفة ويتضمن فهم معرفي لسلوكيات وطريقة إبراز التفاعلات والانفعالات وأساليب التفكير للأفراد من ثقافة مختلفة عن ثقافة الاخصائي النفسي
- التعاطف ويتضمن تفهم ثقافي ذا حس سيكولوجي مهني بأحاسيس الآخرين واحتياجاتهم وفق ما يفهمون من ثقافاتهم هم، وليس وفقا لثقافة الاخصائي النفسي.
- الهوية الثقافية وتسمى هوية ثقافية ذاتية معرفة سمت وسمات الشخصية المشكلة لهوية فرد في ثقافة ما، ونقاط قوته وضعفه ومدى ثباته النفسي.